# 金河街站
金河街站是位于吉林省长春市南关区的一个轻轨车站，属于长春轨道交通3号线。

## 车站构造
两个侧式月台，为地面车站。

## 历史
- 2006年12月26日 - 开通使用。

## 车站周边
- 吉林财经大学
- 吉林外国语大学